# Juan José Suárez Aller
Juan José Suárez Aller (La Felguera, 1920 - Oviedo, 2008) fue un arquitecto asturiano, uno de los máximos exponentes de la arquitectura moderna en el Principado, llegando su influencia a otros lugares de España.

## Biografía

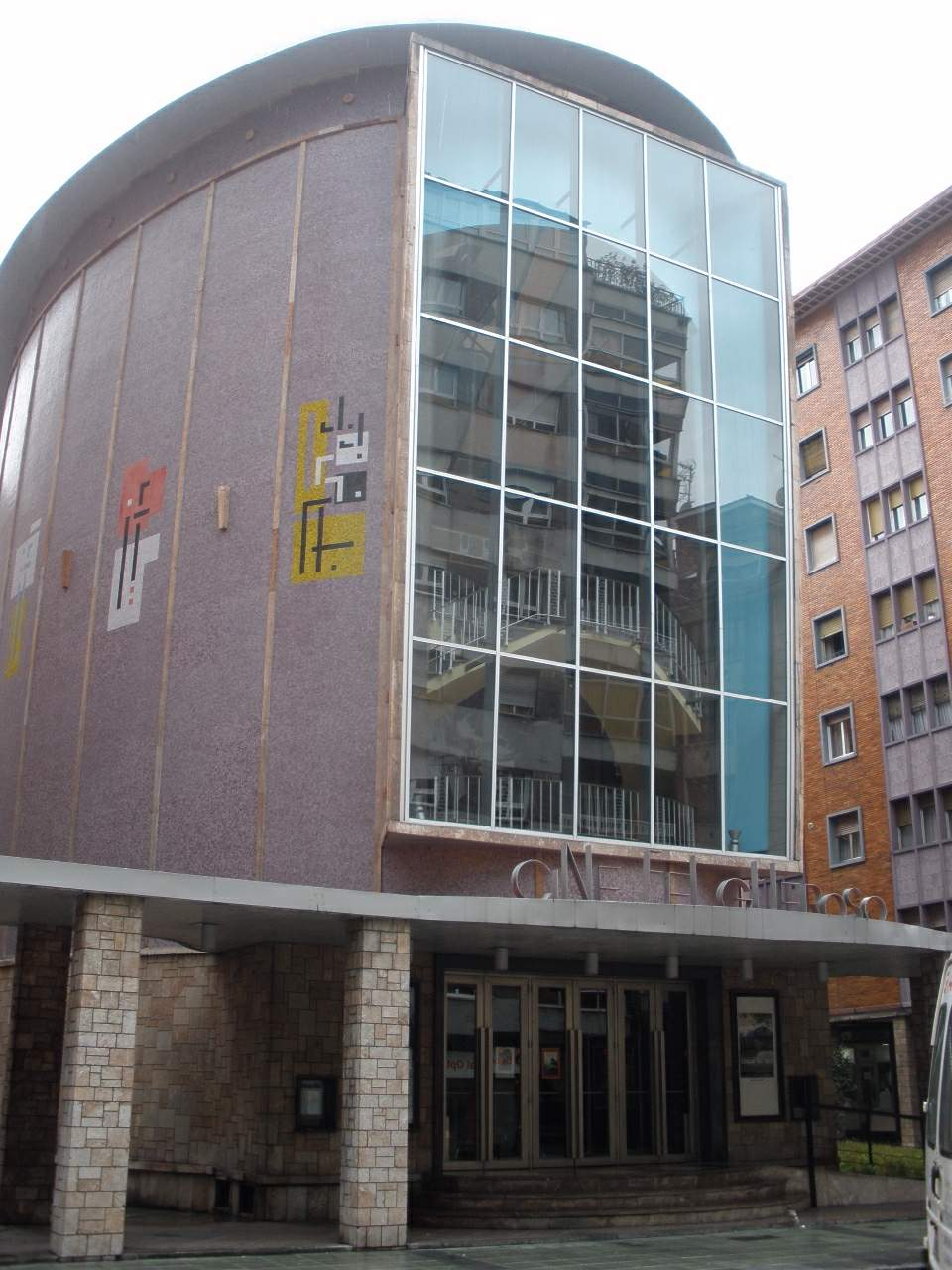
Cine y viviendas Felgueroso de Sama

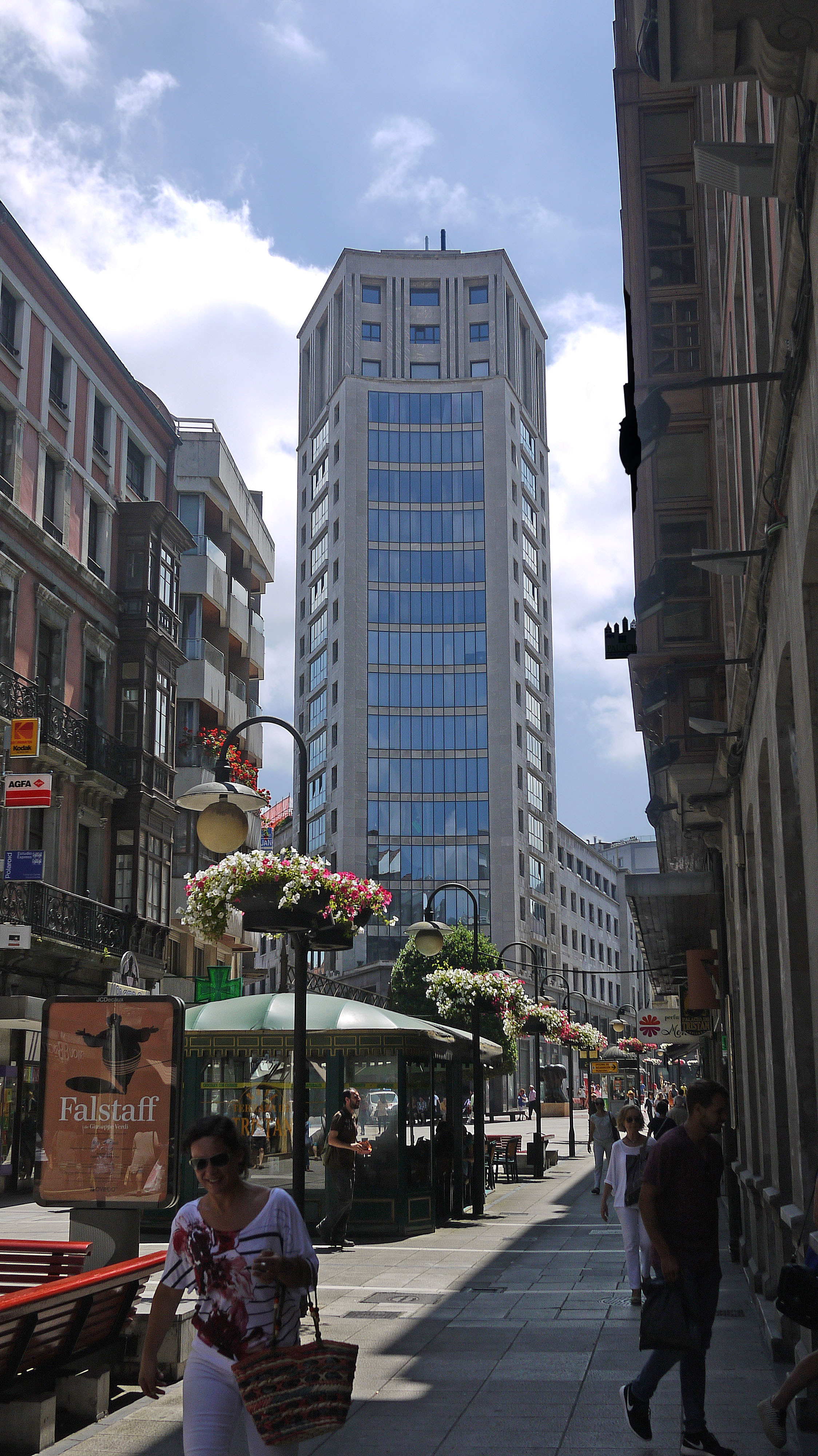
Edificio La Jirafa de Oviedo

Hijo de Arturo Suárez, fundador de Construcciones Suárez S. A. y teniente alcalde de Langreo durante el franquismo. Juan José fue el primero de sus tres hijos, y estudió en el colegio de las Dominicas de Sama. Tras el final de la Guerra Civil, en la que tuvo que combatir, estudió en la Escuela Superior de Arquitectura de Madrid en 1951 y en la Real Academia de Bellas Artes de San Fernando. Recibió influencia de  la Escuela Bauhaus, Frank Lloyd Wright o Le Corbusier. Entre sus obras destaca el Cine Felgueroso en Sama, una de las mejores muestra del movimiento moderno en Asturias, y su participación en La Jirafa de Oviedo, que supuso un hito en la historia urbana de la ciudad.
Falleció el 19 de abril de 2008 en Oviedo, celebrándose el funeral en la iglesia de San Pedro de La Felguera, en cuyo cementerio se depositaron sus restos.

## Obras relevantes
- Cine Felgueroso (Sama)
- Monumento a los Hermanos Felgueroso (Ciaño)
- Monumento a los Caídos en el Trabajo (Sama)
- Monumento al Trabajo (La Felguera)
- Casa Suárez (Sama)
- Torres Aramo (Oviedo)
- Edificio calle Begoña, 14 (Gijón)
- Barriada de Tremañes (Gijón)
- Convento Siervas de Los Pobres (Gijón)
- Edificio de viviendas en Av. de la Constitución 5, 7 y 9 (Gijón)
- Patronato de San José (La Felguera)
- Chalés de Perlora (Carreño)
- Colegio de las Dominicas (Madrid)
- Almacenes El Mapa (Sama)
- Cine Maripeña (La Felguera)
- Cinema Siero (Pola de Siero)
- Edificio de La Jirafa miembro del equipo (Oviedo)
- Viviendas de la calle Virgen de Setefilla (Sevilla)